# Yung Shue Wan
Yung Shue Wan (kinesiska: 榕樹灣, 榕树湾) är en ort i centrala delen av Hongkong (Kina). Yung Shue Wan ligger 10 meter över havet och antalet invånare är 6 000. Den ligger på ön Lamma Island.
Terrängen runt Yung Shue Wan är kuperad österut, men åt nordväst är den platt. Havet är nära Yung Shue Wan åt sydväst.  Centrala Hongkong ligger 8,1 km nordost om Yung Shue Wan. 